# برنار بارتزين
برنار بارتزين (بالإنجليزية: Bernard Bartzen)‏ مواليد 25 نوفمبر 1927 في أوستن، هو لاعب كرة مضرب أمريكي سابق بدأ مسيرته كمحترف سنة 1945 وكان يلعب باليد اليسرى، اعتزل اللعب في 1960. أعلى تصنيف له في الفردي كان المركز الـ 8 في سنة 1959.

## روابط خارجية
- برنار بارتزين على موقع رابطة محترفي التنس (الإنجليزية)
- برنار بارتزين على موقع الاتحاد الدولي لكرة المضرب (الإنجليزية)
- برنار بارتزين على موقع كأس ديفيز (الإنجليزية)
- برنار بارتزين على موقع خلاصة التنس.كوم (الإنجليزية)